# Malemba-Nkulu (territorium)

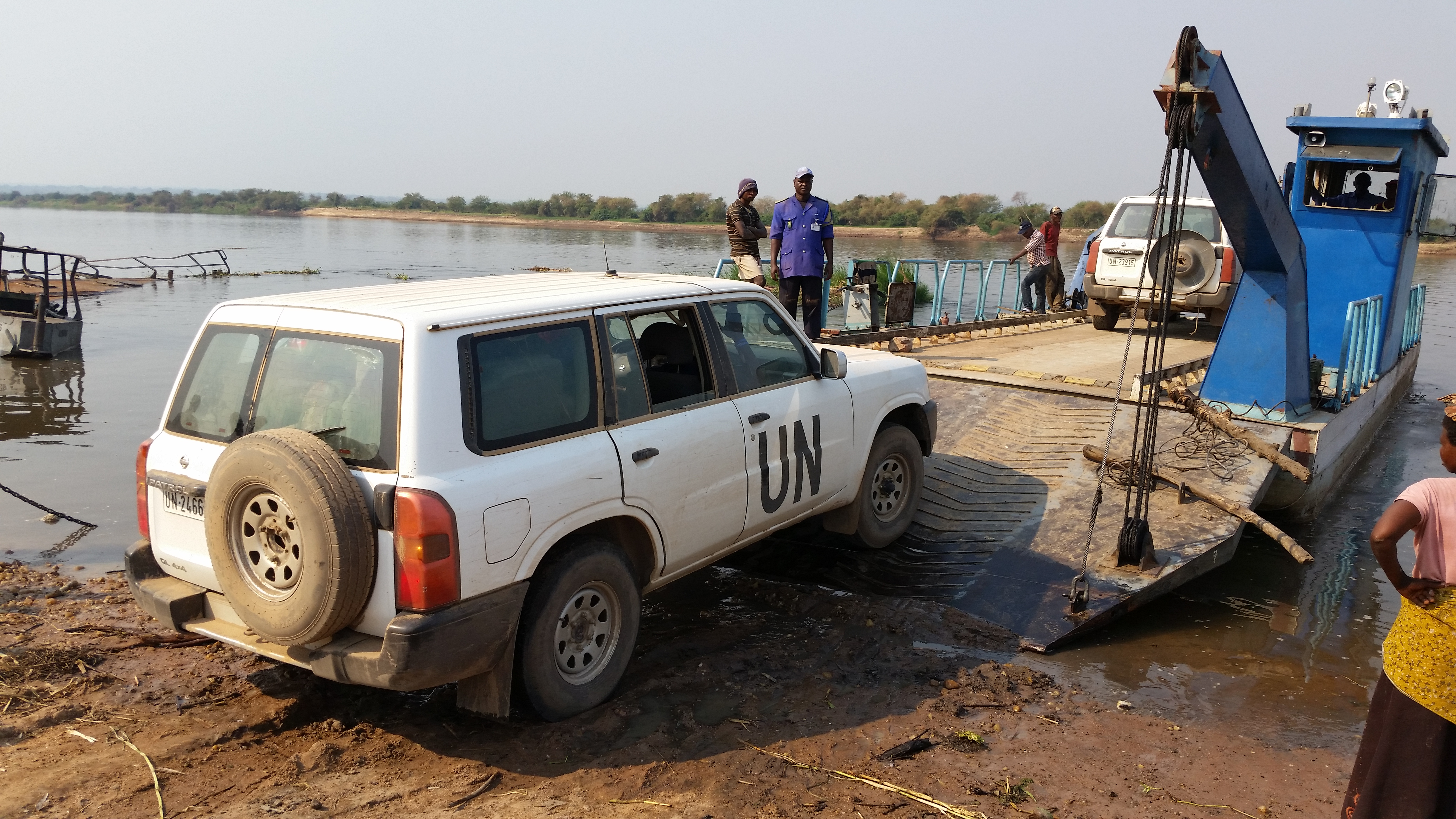
Een voertuig van de VN op een pont over de Lualaba (2015)

Malemba-Nkulu is een territorium (territoire) in de Democratische Republiek Congo. Het is een van de vijf territoria van de provincie Opper-Lomami. Het heeft een oppervlakte van 26.246 km² en een bevolking van 1.225.000 (schatting 2020).

## Bestuur
De hoofdplaats is de gelijknamige gemeente Malemba-Nkulu.
Het is onderverdeeld in een gemeente (Malemba-Nkulu), twee sectoren (Mwanza Seya en Badia) en vier chefferies (Mulongo, Kayumba, Mukubu en Nkulu).

## Geografie
Het territorium  bevindt zich in het oosten van de nieuwe provincie Opper-Lomami. De rivier Lualaba doorkruist het territorium van zuid naar noord. Verder zijn er tientallen meren.
Het territorium heeft een vochtig tropisch klimaat (AW op de classificatie van Köppen) met de meeste regen van oktober tot april en een gemiddelde temperatuur tussen 28 en 35° C.
Het territorium bestaat uit savanne en bossen. Het zuiden van het territorium maakt deel uit van het Nationaal Park Upemba.

## Bevolking
De belangrijkste bevolkingsgroep zijn de Luba (95%). Ook leven er Zela (5%). Gemeenschappelijke voertaal is het Kiluba en ook de nationale taal Swahili.
De bevolking leeft voornamelijk van landbouw (maniok, maïs, bonen) en visvangst in de rivieren en meren.